# The Question
The Question és un superheroi que apareix als còmics nord-americans publicats per DC Comics. Creada per Steve Ditko, the Question va aparèixer per primera vegada a Blue Beetle nº 1 de Charlton Comics (publicat el 21 de febrer de 1967, amb data de portada de juny), i va ser adquirit per DC Comics a principis dels anys vuitanta i incorporada a l'Univers DC.
La identitat secreta de The Question va ser originalment Vic Sage, més tard modificat com a Charles Victor Szasz. Tanmateix, després dels esdeveniments de la minisèrie 2006–2007 52, la protegida de Sage, Renee Montoya, va assumir el seu mantell i es va convertir en la seva successora. Després del rellançament de The New 52, Sage va ser reintroduït com una entitat mística, després agent del govern, abans de ser restaurat al seu personatge de detectiu tradicional i el seu nom després dels esdeveniments de DC Rebirth.
Tal com el va concebre Ditko, The Question era un partidari de l'objectivisme durant la seva carrera com a heroi de Charlton, com la creació anterior de Ditko, Mr. A. A la sèrie en solitari de DC de 1987-1990 – el personatge va desenvolupar una filosofia semblant al zen. Des d'aleshores, ha fluctuat en la posició filosòfica segons l'escriptor, però manté una mentalitat conspiranoica i de desconfiança cap a l'autoritat.

## Història de les publicacions
El 1967, Steve Ditko va crear el personatge de Mr. A, a qui va concebre com una expressió no diluïda dels seus valors, ètica i filosofia objectivista. Més tard aquell any, Ditko va ser contractat per Charlton Comics per reviure el seu personatge de superheroi Blue Beetle. A causa de les seves taxes de pagament per pàgina inferiors a la mitjana als artistes, Charlton tendia a donar més llibertat creativa als artistes que volien perseguir idees poc convencionals o idiosincràtiques. Per tant, Ditko va decidir crear the Question com una versió menys radical del Sr. A que podria ser acceptable pel Comics Code Authority. El personatge es va incloure com a complement de les pàgines posteriors al nou còmic Blue Beetle.
Tanmateix, Charlton va suspendre la seva línia "action hero" el desembre de 1967 després que només s'haguessin publicat quatre números de Blue Beetle. Una història de The Question de tres parts, que Ditko ja havia dibuixat a llapis, va aparèixer al one-shot Mysterious Suspense (octubre de 1968). Amb data de portada de novembre del mateix any es va publicar un cinquè i últim número de Blue Beetle, amb The Question.
El 1985, després que DC Comics hagués adquirit el dret sobre els personatges de Charlton, The Question va reaparèixer a Crisis on Infinite Earths. Amb data de portada de febrer de 1987, DC va llançar un nou còmic The Question, amb guió de Dennis O'Neil i dibuix a llapis de Denys Cowan. Aquesta sèrie, que va tenir 36 números regulars i dos anuals, va ser substituïda el setembre de 1990 per The Question Quarterly, que va tenir cinc números. Des d'aleshores, The Question ha continuat sent un personatge recurrent de l'Univers DC. El 2005, DC va publicar una sèrie limitada de sis números The Question. Una sèrie limitada de quatre números titulada The Question: The Deaths of Vic Sage es va publicar sota l'empremta de DC Black Label a partir del 2019, escrita per Jeff Lemire i dibuixada per Cowen i portades per Bill Sienkiewicz.
A part d'aparèixer en els seus propis títols, The Question ha aparegut esporàdicament en còmics i mitjans de DC i ha sofert diversos reinicis.

## Equipament
La màscara de The Question està feta de Pseudoderm, una substància feta pel doctor Aristotle Rodor. Segons les renovacions de 52, aquesta substància es va desenvolupar utilitzant tecnologia extreta d'un vell enemic de Batman anomenat Bart Magan (Dr. No Face) i extracte de gingold, un derivat de fruita associat a l'Elongated Man. La sèrie de The Question de Denny O'Neil va presentar Pseudoderm com l'intent de Rodor de crear una pell artificial amb finalitats humanitàries. The Question és capaç de veure clarament a través de la seva màscara. En les primeres aparicions, es descrivia que la màscara contenia filtres d'aire.
La sivella del cinturó especialitzada de The Question, que allibera un gas binari que uneix la seva màscara a la seva pell i torna a pintar temporalment la seva vestimenta i els seus cabells, és similar a la de l'encima de Spider-Man Chamaleon. En la seva aparició inicials, que van ser dibuixades per Steve Ditko, el Chamaleon havia utilitzat un dispositiu en una sivella de cinturó que emetia un gas que millorava la transformació. L'element d'unió s'ajusta a la química corporal específica de Sage.
El gas binari reacciona amb els productes químics de la roba i els cabells tractats de Sage, fent-los canviar de color. El cabell de Sage canviaria de vermell a negre, o més tard a un vermell més fosc. La roba tractada de Sage canviaria a blau clar i taronja, o més tard a blau fosc. Algunes versions posteriors del gas no provocaven cap canvi de color. La màscara sense rostre, combinada amb el canvi de color de la roba, era suficient per dissimular la identitat de Sage a la majoria dels presents. Tota la roba de Sage era tractada de la mateixa manera. Originalment, Sage preferia les trinxeres, els vestits de negocis i les fedoras. Més tard va ampliar el seu armari tractat, donant-li un aspecte menys estandarditzat.
A principis de la seva carrera, The Question utilitzava targetes de visita aparentment en blanc amb una reacció química retardada que, després d'un temps determinat, feia que aparegués un signe d'interrogació en un esclat de gas. Altres escrits es podrien tractar de la mateixa manera per revelar-se en el moment predeterminat.
Tot i que el gas binari no té altres propietats conegudes, The Question sovint utilitzava el gas per millorar la seva imatge i intimidar els criminals perquè confessessin, donant a entendre que el gas faria que qualsevol persona exposada durant períodes prolongats perdés la cara de manera permanent. La versió New 52 té el poder de la teleportació.

## Homenatges
- Rorschach : La sèrie de còmics Watchmen d'Alan Moore i Dave Gibbons va ser planejada originalment per utilitzar una sèrie de personatges de Charlton Comics, incloent The Question. Quan DC, el propietari dels personatges, es va assabentar que tenia la intenció de matar The Question, juntament amb alguns dels altres personatges, els van demanar que fessin nous personatges. The Question es va convertir en Rorschach.
  - A The Question nº 17, Vic agafa una còpia de Watchmen per llegir en un viatge i inicialment veu que Rorschach és força genial. Després que Vic sigui colpejat intentant emular l'estil brutal de justícia de Rorschach, conclou que "Rorschach és una merda".[9]
- The Question va aparèixer a Batman: The Dark Knight Strikes Again de Frank Miller com un conspirador llibertari i antigovernamental. La interpretació de Frank Miller de Sage, com una picada d'ullet a Ditko i Alan Moore, és randiana i predicadora, en un moment donat a la televisió per a una sèrie d'intercanvis humorístics a l'estil Crossfire amb l'Emerald Archer, Green Arrow, que sovint es presenta com un liberal progressista. També es mostra com un tecnòfob, vigilant la fosca conspiració de Batman i els seus aliats a què ha d'enfrontar-se, mentre escriu amb una màquina d'escriure antiga.
- The Fact: al volum 2, número 42, durant la carrera de Grant Morrison a The Doom Patrol, Flex Mentallo descriu alguns dels seus antics companys d'equip. Entre ells hi havia The Fact, l'aparença i el nom del qual recorden els de The Qüestió. Reapareix a la minisèrie Flex Mentallo.[10]

## En altres mitjans

### Televisió
- The Question apareix a Justice League Unlimited, amb la veu de Jeffrey Combs. En aquesta versió és un membre de la Lliga de la Justícia i un teòric de la conspiració paranoica que és desconfiat i ridiculitzat pels altres membre de la Lliga. En les seves aparicions més notables als episodis "Double Date" i "Question Authority", entra en una relació amb l'excomponent de la Lliga Huntress mentre l'ajuda a venjar-se de Steven Mandragora a canvi de la seva ajuda per investigar el Project Cadmus.
- The Question apareix a Batman: The Brave and the Bold, amb la veu de Nicholas Guest.
- The Question es va planejar que apareguès en una sèrie de l' Arrowverse fins que Marc Guggenheim va revelar el desembre de 2017 que DC Films actualment té plans per al personatge i que la cadena de televisió no pot utilitzar el personatge com a tal.[11]

### Pel·lícula
- The Question apareix a Scooby-Doo! & Batman: The Brave and the Bold, amb la veu novament de Jeffrey Combs. En aquesta versió és membre dels Mystery Analysts of Gotham, un club només de detectius format per Batman.
- The Question apareix a DC Showcase: Blue Beetle, amb la veu de David Kaye.

### Videojocs
- The Question apareix com un personatge jugable a Lego Batman 3: Beyond Gotham, amb la veu de Liam O'Brien.[12]
- The Question apareix com un personatge invocable a Scribblenauts Unmasked: A DC Comics Adventure.

## Edicions recopilades
La sèrie de Steve Ditko de The Question apareix en una edició de tapa dura:
- Action Heroes Archives, vol. 2 (DC Archives Edition) de Steve Ditko (autor, il·lustrador); tapa dura: 384 pàgines; Editorial: DC Comics, 2007 (ISBN 1401213464)

La sèrie de la dècada de 1980 de The Question s'ha recopilat en diferents edicions:
- The Question vol. 1: Zen and Violence (inclou The Question #1–6, 176 pàgines, tapa tova, octubre 2007, ISBN 1-4012-1579-3)[13]
- The Question vol. 2: Poisoned Ground (inclou The Question #7–12, 176 pàgines, tapa tova, maig 2008, ISBN 1-4012-1693-5)[14]
- The Question vol. 3: Epitaph for a Hero (inclou The Question #13–18, 176 pàgines, tava tova, novembre 2008, ISBN 978-1-4012-1938-3)[15]
- The Question vol. 4: Welcome to Oz (inclou The Question #19–24, 176 pàgines, tapa tova, abril 2009, ISBN 978-1-4012-2094-5)[16]
- The Question vol. 5: Riddles (inclou The Question #25–30)
- The Question vol. 6: Peacemaker (inclou The Question #31–36, 160 pages, tapa tova, maig 2010)
- The Question by Dennis O'Neil and Denys Cowan Omnibus Vol 1 HC (inclou The Question #1-27, Green Arrow Annual #1, The Question Annual #1, Detective Comics Annual #1, 952 pàgines, tapa dura, juny 2022)

Col·leccions amb The Question encarnada per Renee Montoya:
- The Question: Five Books of Blood (recull Crime Bible: The Five Lessons of Blood (2007–2008) #1–5, 128 pàgines, tapa dura, juny de 2008, ISBN 1-4012-1799-0)[17]
- The Question: Pipeline (recull Detective Comics #854–863, 128 pàgines, tapa tova, febrer de 2011, ISBN 1-4012-3041-5)